# Barbadás
Barbadás és un municipi de la província d'Ourense a Galícia. Pertany a la Comarca d'Ourense.
| 3.835 | 4.063 | 4.325 | 3.682 | 7.597 |
| Fonts: INE i IGE (Els criteris de registre censal variaren i les dades de l'INE i de l'IGE poden no coincidir.) |       |       |       |       |

## Parròquies
- Barbadás (San Xoán)
- Bentraces (San Xoán)
- Loiro (San Martiño)
- Piñor (San Lourenzo)
- Sobrado do Bispo (Santa María)
- A Valenzá (San Bernabeu)